# Canton de Neuves-Maisons
Le canton de Neuves-Maisons est une circonscription électorale française située dans le département de Meurthe-et-Moselle et la région Grand Est.

## Géographie
Ce canton est organisé autour de Neuves-Maisons dans les arrondissements de Nancy et de Toul. Son altitude varie de 211 m (Maron et Sexey-aux-Forges) à 419 m (Chaligny) pour une altitude moyenne de 240 m.

## Histoire
Le canton de Neuves-Maisons a été créée par le décret du 2 août 1973 réorganisant les quatre cantons de Nancy en huit cantons.
Par décret du 26 février 2014, le nombre de cantons du département est divisé par deux, avec mise en application aux élections départementales de mars 2015. Le canton de Neuves-Maisons est conservé et s'agrandit. Il passe de 9 à 14 communes.

## Représentation

### Représentation avant 2015
| Période | Période           | Identité            | Étiquette | Qualité                                                                                            |
| ------- | ----------------- | ------------------- | --------- | -------------------------------------------------------------------------------------------------- |
| 1973    | 1975 (annulation) | Gérard Cureau       | PS        | Inspecteur principal des PTT Adjoint au maire de Nancy (1970-1976) Conseiller régional de Lorraine |
| 1975    | 1978 (décès)      | Marcel Pejoux       | PS        | Maire de Pont-Saint-Vincent                                                                        |
| 1978    | 1982              | Robert Bouillon     | PS        | Propriétaire à Heillecourt Elu en 1982 dans le Canton de Jarville-la-Malgrange                     |
| 1982    | 2015              | Jean-Paul Vinchelin | PS        | Maire de Neuves-Maisons (2001-2020) Vice-Président du Conseil Général                              |

### Représentation à partir de 2015
| Période élective | Période élective | Mandat | Mandat   | Identité              | Nuance | Nuance | Qualité |
| ---------------- | ---------------- | ------ | -------- | --------------------- | ------ | ------ | --- |
| 2015             | 2021             | 2015   | 2021     | Audrey Normand        |        | PS     | Adjointe au maire de Pulligny 5e vice-présidente déléguée à l’agriculture et à l’Environnement                                                                                               |
| 2015             | 2021             | 2015   | 2021     | Pascal Schneider      |        | PS     | Adjoint au maire de Neuves-Maisons |
| 2021             | 2028             | 2021   | en cours | Audrey Bardot-Normand |        | PS     | Conseillère sortante, conseillère municipale de Pulligny, 7ème Vice-Présidente du conseil départemental, déléguée aux infrastructures et aux mobilités Suppléante du député Dominique Potier |
| 2021             | 2028             | 2021   | en cours | Pascal Schneider      |        | PS     | Maire de Neuves-Maisons, 8ème Vice-Président du conseil départemental, délégué aux finances                                                                                                  |

### Résultats détaillés

#### Élections de mars 2015
À l'issue du 1er tour des élections départementales de 2015, deux binômes sont en ballottage : Audrey Normand et Pascal Schneider (PS, 32,19 %) et Nathalie Roussel et Mathias Vincent (FN, 29,55 %). Le taux de participation est de 50,9 % (9 992 votants sur 19 629 inscrits) contre 48,16 % au niveau départemental et 50,17 % au niveau national.
Au second tour, Audrey Normand et Pascal Schneider (PS) sont élus avec 58,93 % des suffrages exprimés et un taux de participation de 50,88 % (5 300 voix pour 9 988 votants et 19 630 inscrits).

#### Élections de juin 2021
Le premier tour des élections départementales de 2021 est marqué par un très faible taux de participation (33,26 % au niveau national). Dans le canton de Neuves-Maisons, ce taux de participation est de 31,3 % (6 066 votants sur 19 378 inscrits) contre 29,74 % au niveau départemental. À l'issue de ce premier tour, deux binômes sont en ballottage : Audrey Bardot Normand et Pascal Schneider (Union à gauche avec des écologistes, 49,2 %) et Anthony Bellorini et Nathalie Grandbarbe (RN, 26,62 %).
Le second tour des élections est marqué une nouvelle fois par une abstention massive équivalente au premier tour. Les taux de participation sont de 34,36 % au niveau national, 30,76 % dans le département et 31,79 % dans le canton de Neuves-Maisons. Audrey Bardot Normand et Pascal Schneider (Union à gauche avec des écologistes) sont élus avec 69,01 % des suffrages exprimés (4 002 voix pour 6 161 votants et 19 380 inscrits),,. 

## Composition

### Composition de 1973 à 2015

Situation du canton de Neuves-Maisons dans le département de Meurthe-et-Moselle avant 2015.

Le canton de Neuves-Maisons regroupait 9 communes.
| Nom                        | Code Insee | Codepostal | Superficie (km2) | Population (dernière pop. légale) | Densité (hab./km2) |
| -------------------------- | ---------- | ---------- | ---------------- | --------------------------------- | ------------------ |
| Neuves-Maisons (chef-lieu) | 54397      | 54230      | 4,44             | 7 067 (2012)                      | 1 592              |
| Bainville-sur-Madon        | 54043      | 54550      | 5,88             | 1 378 (2012)                      | 234                |
| Chaligny                   | 54111      | 54230      | 13,32            | 2 983 (2012)                      | 224                |
| Chavigny                   | 54123      | 54230      | 6,69             | 1 795 (2012)                      | 268                |
| Maizières                  | 54336      | 54550      | 15,63            | 977 (2012)                        | 63                 |
| Maron                      | 54352      | 54230      | 19,10            | 856 (2012)                        | 45                 |
| Méréville                  | 54364      | 54850      | 8,43             | 1 371 (2012)                      | 163                |
| Messein                    | 54366      | 54850      | 5,14             | 1 901 (2012)                      | 370                |
| Pont-Saint-Vincent         | 54432      | 54550      | 6,66             | 1 933 (2012)                      | 290                |

### Composition depuis 2015
Le canton de Neuves-Maisons comprend désormais quatorze communes.
| Nom                                    | Code Insee | Intercommunalité    | Superficie (km2) | Population (dernière pop. légale) | Densité (hab./km2) | Modifier                                    |
| -------------------------------------- | ---------- | ------------------- | ---------------- | --------------------------------- | ------------------ | ------------------------------------------- |
| Neuves-Maisons (bureau centralisateur) | 54397      | CC Moselle et Madon | 4,44             | 6 572 (2022)                      | 1 480              | modifier les données · modifier les données |
| Bainville-sur-Madon                    | 54043      | CC Moselle et Madon | 5,88             | 1 443 (2022)                      | 245                | modifier les données · modifier les données |
| Chaligny                               | 54111      | CC Moselle et Madon | 13,32            | 2 756 (2022)                      | 207                | modifier les données · modifier les données |
| Chavigny                               | 54123      | CC Moselle et Madon | 6,69             | 1 686 (2022)                      | 252                | modifier les données · modifier les données |
| Flavigny-sur-Moselle                   | 54196      | CC Moselle et Madon | 17,30            | 1 664 (2022)                      | 96                 | modifier les données · modifier les données |
| Frolois                                | 54214      | CC Moselle et Madon | 9,40             | 713 (2022)                        | 76                 | modifier les données · modifier les données |
| Maizières                              | 54336      | CC Moselle et Madon | 15,63            | 917 (2022)                        | 59                 | modifier les données · modifier les données |
| Maron                                  | 54352      | CC Moselle et Madon | 19,10            | 837 (2022)                        | 44                 | modifier les données · modifier les données |
| Méréville                              | 54364      | CC Moselle et Madon | 8,43             | 1 288 (2022)                      | 153                | modifier les données · modifier les données |
| Messein                                | 54366      | CC Moselle et Madon | 5,14             | 1 994 (2022)                      | 388                | modifier les données · modifier les données |
| Pont-Saint-Vincent                     | 54432      | CC Moselle et Madon | 6,66             | 1 784 (2022)                      | 268                | modifier les données · modifier les données |
| Pulligny                               | 54437      | CC Moselle et Madon | 9,30             | 1 151 (2022)                      | 124                | modifier les données · modifier les données |
| Richardménil                           | 54459      | CC Moselle et Madon | 7,17             | 2 362 (2022)                      | 329                | modifier les données · modifier les données |
| Sexey-aux-Forges                       | 54505      | CC Moselle et Madon | 14,08            | 724 (2022)                        | 51                 | modifier les données · modifier les données |
| Canton de Neuves-Maisons               | 5415       |                     | 142,54           | 25 891 (2022)                     | 182                | modifier les données                        |

## Démographie

### Démographie avant 2015
| 1975   | 1982   | 1990   | 1999   | 2006   | 2011   | 2012   |
| ------ | ------ | ------ | ------ | ------ | ------ | ------ |
| 17 656 | 18 374 | 18 303 | 19 099 | 19 783 | 20 245 | 20 261 |

### Démographie depuis 2015
En 2022, le canton comptait 25 891 habitants, en évolution de −2,73 % par rapport à 2016 (Meurthe-et-Moselle : −0,13 %, France hors Mayotte : +2,11 %).
| 2013   | 2018   | 2022   |
| ------ | ------ | ------ |
| 26 953 | 26 265 | 25 891 |